# Barrow (Shropshire)
Pour les articles homonymes, voir Barrow.
Barrow est une paroisse civile et un village du Shropshire, en Angleterre.